# Saint-Sauveur (Oise)
Saint-Sauveur település Franciaországban, Oise megyében. Lakosainak száma 1752 fő (2022. január 1.). Saint-Sauveur Lacroix-Saint-Ouen, Béthisy-Saint-Pierre, Orrouy, Saintines, Saint-Jean-aux-Bois és Verberie községekkel határos.

## Népesség
A település népessége az elmúlt években az alábbi módon változott:
| Lakosok száma | 620  | 759  | 809  | 874  | 999  | 954  | 1181 | 1561 | 1734 | 1752 |
|               | 1793 | 1836 | 1861 | 1886 | 1911 | 1936 | 1975 | 2008 | 2017 | 2022 |